# まずい棒
まずい棒（まずいぼう）は、銚子電気鉄道が販売している棒状のスナック菓子。

## 概要
リスカが製造しやおきんが販売するうまい棒のパロディ商品。製造元は商品パッケージに記載されていないが、千葉県鎌ケ谷市のニッポーが製造し、銚電に供給するOEM商品となっている。
発売前に、やおきんと銚電とで協議した結果、相互に関知しないことで合意した。
価格はスタンダードな「コーンポタージュ味」が10本入り378円（消費税込み）。2018年、「破産は嫌、嫌」の語呂合わせで「8月3日18時18分」に竹本勝紀社長の「まずい…もう1本!」の掛け声で犬吠駅にて発売開始。仲ノ町駅、外川駅、ぬれ煎餅駅のほかインターネットで販売されている。千葉のイメージアップに貢献した個人や団体に贈られる「千葉イメージアップ大賞」の特別賞を受賞。
2022年、ぬれ煎餅や「まずい棒」の販売など副業部門が好調で2015年度以来6期ぶりに黒字転換を達成した。

## 起源・由来
銚子電気鉄道の収入の約7割が「ぬれ煎餅」によるものだが、人気が一段落して売れ行きが不振となり、車両の維持や線路の補修などの費用をぬれ煎餅の売り上げだけでは賄えない状況となったため、「ぬれ煎餅」に続く商品として発売を開始。「お化け屋敷電車」の企画・演出を担当する怪談蒐集家の寺井広樹が考案し、ネーミングの由来は「経営状況がまずい」にちなんでいる。販売開始から約4年で400万本を売り上げ「ぬれ煎餅」と並ぶヒット商品となった。

## キャラクター
パッケージのイラストはホラー漫画家の日野日出志による描き下ろしで、キャラクターの名前は「まずえもん（魔図衛門）」。「安銚18年9月31日生まれ。『まずい…』という言葉に反応して魔界からやって来る異星人で銚電ファン」という設定。まずえもんの誕生日（9月31日＝10月1日）を「まずい棒の日」として日本記念日協会に申請し、受理された
。2018年10月に銚子電鉄が販売を開始した駅弁「鯖威張（サバいば）る弁当」の包装紙に「まずえもん」が起用されている。銚子電鉄の経営を支えるヒット商品となったその金運にあやかろうと2019年1月、まずえもんを祀る「まずえもん神社」が犬吠駅に誕生。
サブキャラクターとして、妹の「魔図華（まずか）ちゃん」、姉の「マズエ」、祖母の「まずゑおばあちゃん」、父の「マズングルズ」がいる。魔図華ちゃんは九州出身で「まずか〜」が口癖という設定であり、日野の事務所によると平手友梨奈がモデルになっている。

## 種類（味）

### レギュラー
- コーンポタージュ味
  - 2018年8月発売。パッケージには「マズいです!経営状況が…」というコピーが印刷されている[17]。
- チーズ味
  - 2019年3月発売。パッケージには「まずえもん」の妹の「まずかちゃん（魔図華ちゃん）」が登場[18]。
- ぬれ煎餅味
  - 2019年8月発売。パッケージには「まずえもん」の祖母の「まずゑおばあちゃん」が煎餅を焼く姿が描かれている[19]。
- か〜るいチーズ味
  - 2020年9月発売。日野日出志のギャグ漫画「大戦争時代」（1975年）に登場する「ずるチン坊や」がパッケージを飾っている[20]。
- チキンカレー味
  - 2021年12月発売。同時にご当地レトルトカレー「銚電チキンカレー」を発売。「チキンカレー」は「資金枯れ～」の語呂合わせから。
- めんたい味
  - 2022年5月発売。
- うなぎ蒲焼風味
  - 2024年8月5日「土用の丑の日」に発売。商品価格は10本入り410円（消費税込み）。
- スイートポテト風味
  - 2024年11月2日発売。商品価格は10本入り410円（消費税込み）。
- さくら風味
  - 2025年3月15日発売。キャッチフレーズは「金策楽（きんさくらく）じゃない」。
- サワークリームオニオン味
  - 2025年5月31日発売。「サマードリームミリオン」に掛けている。

### 限定味
- わさび味
  - 2020年10月発売。パッケージにはまずえもんの父、「Mr.M」が自転車に乗っている姿で描かれている。
- 岩下の新生姜味
  - 2021年4月発売。岩下食品とのコラボ商品。パッケージには岩下の新生姜ミュージアムの公式キャラター「イワシカ」が登場し、発売日には同ミュージアムにて両社長による出発式が行われた[21]。パッケージに登場する「まずかちゃん」の衣装はももいろクローバーZの佐々木彩夏の衣装がモデル[22]。
- 沖縄パイン味
  - 2021年8月発売。

### スーパーまずい棒
- 炭火地鶏味 
  - 2019年12月発売。台風や大雨の直撃を受け、工場の建物の一部が破損して、ぬれ煎餅の生産数量が減少したことや鉄道収入にも影響を及ぼしたことにより「本当にまずい状況」になったことから、カビ色の「スーパーまずい棒」の発売に踏み切った[23]。BARBEE BOYSの代表曲「目を閉じておいでよ」にちなんで「目を閉じて食べなよ」というコピーが印刷されている[24]。

### きまずい棒
- あしたば青汁味
  - 2022年12月23日、限定3000袋販売。原材料・包装資材・物流費等の生産コスト上昇に伴い、商品価格を10本入り500円（消費税込み）に値上げしたことで、商品名も「きまずい棒」になった。八丈島産アシタバを配合している[25]。
- ソース味
  - 2024年2月発売。あしたば青汁味と同様、商品価格の値上げにより「きまずい棒」の名称で販売している。
- チョコ風味
  - 2024年7月5日発売。パッケージデザイン・味は「切符買って♡」をテーマにしている。

### きよせ棒
- きんぴらごぼう味
  - 2024年6月9日発売。清瀬市役所が職員を銚電に派遣したことをきっかけに清瀬駅（西武鉄道池袋線）開業100周年に合わせて清瀬市とのコラボ商品として発売された。清瀬産にんじんとごぼうを使用している[26]。

### 関連商品
- まずい棒Tシャツ
  - 「まずえもん」のキャラクターをデザインしたTシャツ。